# キャロル郡 (インディアナ州)

インディアナ州内の位置

キャロル郡（Carroll County）は、アメリカ合衆国インディアナ州に位置する郡である。人口は20,547人（2025年推計）。郡庁所在地はデルフォイである。

## 歴史
キャロル郡はアメリカ独立宣言に署名した「チャールズ・キャロル・オヴ・カロルトン」の名を取って命名された。

## 地理
アメリカ合衆国統計局によると、この郡は総面積971 km2 (375 mi2) である。このうち964 km2 (372 mi2) が陸地で7 km2 (3 mi2) が水地域である。総面積の0.75%が水地域となっている。

### 隣接する郡
- カス郡  (北東)
- ハワード郡  (東)
- クリントン郡  (南)
- ティピカヌー郡  (南西)
- ホワイト郡  (北西)

## 人口動静
2000年国勢調査で、この郡は人口20,165人、7,718世帯、及び5,688家族が暮らしている。人口密度は21/km2 (54/mi2) である。9/km2 (23/mi2) の平均的な密度に8,675軒の住居が建っている。この郡の人種的構成は白人97.65%、アフリカン・アメリカン0.20%、先住民0.16%、アジア0.06%、太平洋諸島系0.00%、その他の人種1.39%、及び混血0.54%である。人口の2.93%がヒスパニックまたはラテン系である。
この郡内の住民は26.30%が18歳未満の未成年、18歳以上24歳以下が7.40%、25歳以上44歳以下が28.70%、45歳以上64歳以下が23.60%、及び65歳以上が13.90%にわたっている。中央値年齢は37歳である。女性100人ごとに対して男性は99.60人である。18歳以上の女性100人ごとに対して男性は96.80人である。
この郡の世帯ごとの平均的な収入は42,677米ドルであり、家族ごとの平均的な収入は50,216米ドルである。男性は35,348米ドルに対して女性は21,385米ドルの平均的な収入がある。この郡の一人当たりの収入 (per capita income) は19,436米ドルである。人口の6.80%及び家族の4.30%は貧困線以下である。全人口のうち18歳未満の9.00%及び65歳以上の6.30%は貧困線以下の生活を送っている。

## 都市及び町
- デルフォイ
- フローラ
- ヨーマン
- バーリントン
- Camden